# بینگ
بینگ (به انگلیسی: Bing) یک موتور جستجوی وب متعلق به شرکت مایکروسافت است که پیشتر با نام‌های لایو سرچ، ویندوز لایو سرچ و ام. اس. ان سرچ شناخته می‌شد. استیو بالمر در ۲۸ مه ۲۰۰۹، در کنفرانس «همهٔ چیزهای دیجیتال» در سانفرانسیسکو آمریکا، از بینگ پرده‌برداری نمود و این جستجوگر در ۳ ژوئن همان سال، به‌طور کامل در دسترس قرار گرفت.
نمایش فهرستی از پیشنهادهای جستجو در زمانی که کاربر واژگان را تایپ می‌کند و همچنین نمایش فهرستی از جستجوهای مرتبط، از جمله ویژگی‌های جدید و قابل‌توجه در آن زمان بود که بینگ ارائه کرد.
در بهار سال ۲۰۲۰، موتور جستجوی OneSearch طی همکاری شرکت مایکروسافت و یاهو با بهره‌گیری از دیتابیس موتور جستجوی بینگ با تکیه بر حفظ حریم شخصی کاربران تأسیس گردید.
بینگ یکی از قویترین موتور های جستجو وب است و یکی از پرکاربرد ترین آن ها

## استفاده مایکروسافت از هوش مصنوعی ChatGPT برای رقابت با گوگل
در فوریه ۲۰۲۳ مایکروسافت اعلام کرد از هوش مصنوعی چت‌جی‌پی‌تی در موتور جستجوی خود استفاده خواهد کرد و تنها در ۴۸ ساعت بیش از یک میلیون نفر خواستار دسترسی به نسخه‌ی جدید موتور جست‌وجوی بینگ شدند.
اکنون هرکسی می تواند با استفاده از مرورگر اج با هوش مصنوعی بینگ ادغام شده با ChatGPT صحبت کند. مایکروسافت همینطور این هوش مصنوعی را به Dall-E هم مجهز کرد، بنابراین این هوش مصنوعی به توان ساختن عکس ها و اثرهنری هم رسید.
در حال حاضر هوش مصنوعی بینگ چت در سه حالت خلاق، متعادل و دقیق در دسترس عموم قرار دارد. کافی است که در مورد هرموضوعی در بینگ سرچ کنید و به زبانه چت بروید. مایکروسافت همچنین در بعضی از الگوریتم های سرچ بینگ از هوش مصنوعی کمک گرفت.
همچنین مایکروسافت چت را هم به قابلیت سرچ مجهز کرد و با این ترفند اطلاعات هوش مصنوعی جدید است و فقط به 2020 محدود نیست.
مایکروسافت از این هوش مصنوعی به عنوان «کوپایلت شما برای وب» یاد میکند. بینگ چت مبتنی بر فناوری GPT-4 است. بنابراین نسبتا قدرت و کارکرد بهتری نسبت به ChatGPT دارد.
پس از استفاده مایکروسافت از چت‌جی‌پی‌تی در موتور جستجوی بینگ، گوگل هم از سرویس هوش مصنوعی مشابهی با نام بارد (Bard) رونمایی کرد. سوندار پیچای (مدیرعامل گوگل): بارد (Bard) «سرویس هوش مصنوعی آزمایشی مکالمه‌محوری» است که به سؤالات کاربران پاسخ می‌دهد و در مکالمات شرکت می‌کند. بارد  توسط گروه کوچکی از کاربران قابل‌مشاهده است و در  آینده «به‌صورت گسترده‌تر در دسترس عموم مردم قرار خواهد گرفت.»